# Базилика в Виченце
Базилика в Виченце, Палаццо делла Раджоне, Палладианская базилика (итал.  La Basilica di Vicenza, Palazzo della Ragione, La Basilica Palladiana) — общественное здание с видом на Площадь синьоров (Piazza dei signori) в городе Виченца (область Венето). Название «базилика» возникло от удлинённого плана здания светского назначения. Историческое название: Палаццо делла Раджоне (итал. Palazzo della Ragione — «Дворец рассудительности»), место заседания судей-магистратов. Здание как памятник архитектуры неразрывно связано с именем выдающегося архитектора эпохи итвальянского Возрождения Андреа Палладио, который перепроектировал ранее существовавшую готическую постройку, всё ещё видимую под палладианскими лоджиями из белого мрамора.
В наше время Палладианская базилика оборудована тремя выставочными залами для проведения архитектурных и художественных выставок.
В 1994 году вместе с другими зданиями Палладио в Виченце «Базилика» включена в список Всемирного наследия ЮНЕСКО как часть объекта Всемирного наследия под названием «Город Виченца и палладианские виллы Венето».

## История
Старинный Палаццо делла Раджоне был построен по проекту Доменико да Венециа. Палаццо включал в себя два ранее существовавших общественных здания. По левую сторону от Базилики до настоящего времени высится башня XII в., известная как Биссари, высотой 82 м, верхняя часть которой датируется 1444 годом. Верхний этаж Палаццо делла Раджоне, завершённый в готическом стиле к середине пятнадцатого века, полностью отведён под огромный зал Совета, построенный без промежуточных опор. Зал имеет высоту 24 м, основание 52 × 22 м и площадь 1144 м². Цилиндрический свод зала, напоминающий перевёрнутый корпус корабля, покрыт медными пластинами. Такая конструкция была отчасти вдохновлена крышей, построенной в 1306 году для Палаццо делла Раджоне в Падуе. Облицовка готического фасада была выполнена в виде ромбов из красного и жёлтого веронского мрамора, она до сих пор видна за палладианской пристройкой. Ромбовидный узор такой же, как на фасадах Дворца дожей в Венеции. Здание долгое время служило резиденцией государственных магистратов Виченцы.
С 1481 по 1494 год Томмазо Форментон сооружал вокруг старого дворца двухъярусные лоджии. Через два года после окончания строительства юго-западный угол рухнул, и более сорока лет жители Виченцы спорили о способах восстановления здания. На протяжении десятилетий самые известные архитекторы, работавшие в регионе, были вовлечены в эту проблему: Антонио Риццо и Джорджио Спавенто в 1496 году, Антонио Скарпаньино в 1525 году, а затем Якопо Сансовино в 1538 году, Себастьяно Серлио в 1539 году, Микеле Санмикели в 1541 году и, наконец, Джулио Романо в 1542 году.

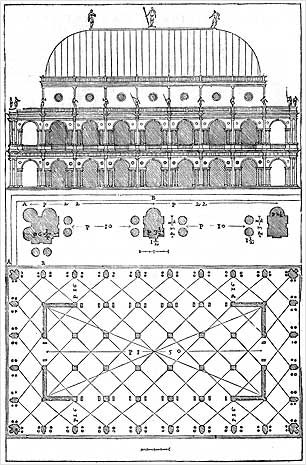
Базилика в Виченце. Гравюра по иллюстрации к трактату А. Палладио «Четыре книги об архитектуре». 1570

Несмотря на столь авторитетный конкурс, в марте 1546 года городской совет утвердил проект тридцативосьмилетнего местного архитектора, тогда малоизвестного Андреа Палладио. Покровитель архитектора Джан Джорджо Триссино приложил все усилия, чтобы собрать большинство голосов за проект Палладио. И хотя опытный и надёжный Джованни да Педемуро появился рядом с молодым архитектором, будто гарантируя надёжность его проекта, чтобы развеять любые сомнения, Совет потребовал построить деревянную модель одной из новых арок. После трёх лет последующих обсуждений других проектов, в мае 1549 года был окончательно одобрен проект Андреа Палладио, который мы можем видеть на одной из иллюстраций к его трактату «Четыре книги об архитектуре» (1570).
Сам Палладио определил Палаццо делла Раджоне как «базилику», окружённую новыми каменными лоджиями, в честь аналогичных построек Древнего Рима, в которых обсуждались торговые и политические сделки. Их также именовали базиликами. В карьере Палладио строительство Базилики стало поворотным моментом. После этого проекта он стал официальным архитектором города Виченца. Положенное ему жалованье в 5 дукатов в месяц будет составлять для Палладио и его семьи незаменимый постоянный источник дохода, от которого он не откажется всю свою жизнь. Строительство будет идти медленно: первый ряд северной и западной арок будет завершён к 1561 году, второй уровень, начатый в 1564 году, будет завершен в 1597 году (через семнадцать лет после смерти Палладио).
Балюстрада здания была украшена статуями работы скульпторов Джованни Баттиста Альбанезе, Грациоли, Лоренцо Рубини.
При Венецианской республике Базилика была центром не только политической (городской совет, суд), но и экономической деятельности. Внутри зала некоторое время располагался античный театр, одно из живописных пространств из дерева для временного использования, спроектированных Палладио (1561—1562) перед тем, как он создал знаменитый Театр Олимпико.
Во время Второй мировой войны, 18 марта 1945 года, базилика сильно пострадала во время бомбардировки вместе с башней Биссари, несмотря на то, что была включена англо-американским военным командованием в число памятников, которые не должны были пострадать во время воздушных налётов. Зажигательная бомба разрушила крышу базилики, которую восстановили в первоначальном виде сразу после войны.
В начале 2007 года начались важные реставрационные работы: крыша была разрезана, чтобы убрать несущие арки из железобетона послевоенной реконструкции и заменить их более лёгкими арками из клееного дерева. Также были предприняты действия по очистке и укреплению всех фасадов, оснащению здания новым светом. Реставрация была официально завершена 6 октября 2012 года, что совпало с открытием Базилики по случаю выставки «От Рафаэля к Пикассо». За реставрацию Палладианской базилики и сохранение культурного наследия в 2014 году была учреждена «Премия Европейского союза в области культурного наследия — конкурса Наша Европа» (Premio del patrimonio culturale dell’Unione europea/concorso Europa Nostra).

## Архитектура базилики и творческий метод Палладио
Сохранилось несколько рисунков с автографами, которые документируют уточнение идеи проекта от примитивной версии 1546 года до завершённой позднее композиции. Решение, предложенное Палладио, представляет собой гибкую конструкцию, способную учитывать необходимые совмещения с проёмами и проходами ранее существовавшего здания пятнадцатого века. Система основана на использовании так называемой серлианы, трёхчастного проёма, средняя часть которого перекрыта аркой, а по сторонам фланкированa колоннами, поддерживающими отрезки антаблемента. Такая композиция, получившая распространение во многих постройках Палладио, получила название по имени архитектора: палладиево окно.
Серлиана, которую Себастьяно Серлио опубликовал в четвёртой книге своего трактата «Семь книг об архитектуре», изданной в Венеции в 1537 году, на самом деле является переводом на классический язык готической трёхлопастной арки (или трифория), впервые употреблённой Браманте, Донато в церкви Санта-Мария-дель-Пополо в Риме и ранее использованной в Венеции Якопо Сансовино в здании библиотеки Марчиана в том же 1537 году. Палладио использовал серлиану в качестве своеобразного модуля, из которого он «набрал» необходимое ему количество аркад. Палладио применил также классический принцип ордерной суперпозиции: лоджии нижнего этажа выполнены в дорическом ордере, с антаблементом, во фризе которого чередуются метопы (украшенные дисками и букраниями) и триглифы. Лоджии верхнего этажа разработаны в ионическом ордере.
В этой ранней постройке формируется одна из основных идей творческого метода Палладио и палладианского стиля — он создает новый подход к использованию ордера, используя ордер не в качестве конструктивного элемента аркады, как делал до него, к примеру Филиппо Брунеллески во Флоренции, а исключительно декоративно. Д. Е. Аркин, анализируя особенности здания, точно и выразительно писал:

 «Его композиционная схема очень проста, но эта простота отделена целой эпохой от простоты раннего Возрождения: между аркадами флорентийского Воспитательного дома, построенного Филиппо Брунеллески, и вичентинской Базиликой Палладио пролегает весь огромный путь архитектурной истории Ренессанса… Тема Брунеллески повторяется Палладиевой Базиликой в усложнённом и, по существу, переработанном виде. Здесь основным мотивом также является арка. Но эта арка образуется уже не сводом, опирающимся на колонны, — она вырезана в стене, и колонны, служащие основанием арки, сами представляют собой продолжение той же стены, не более»
Собственно стена здания, писал далее Аркин, перестаёт быть его фасадом. Палладио интересуют прежде всего оптические качества стены, её зрительное расчленение, «оптика стенной плоскости». Ряд палладиевых окон фасада Базилики в Виченце «образует ритмически сложную, полифоническую тему, обесценивающую плоскость стены и тем самым в значительной степени снимающую ощущение границ внешнего и внутреннего пространств». Ордерные ячейки используются не конструктивно, а живописно, предвещая тем самым будущую экспрессивную и живописную архитектуру маньеризма и барокко.

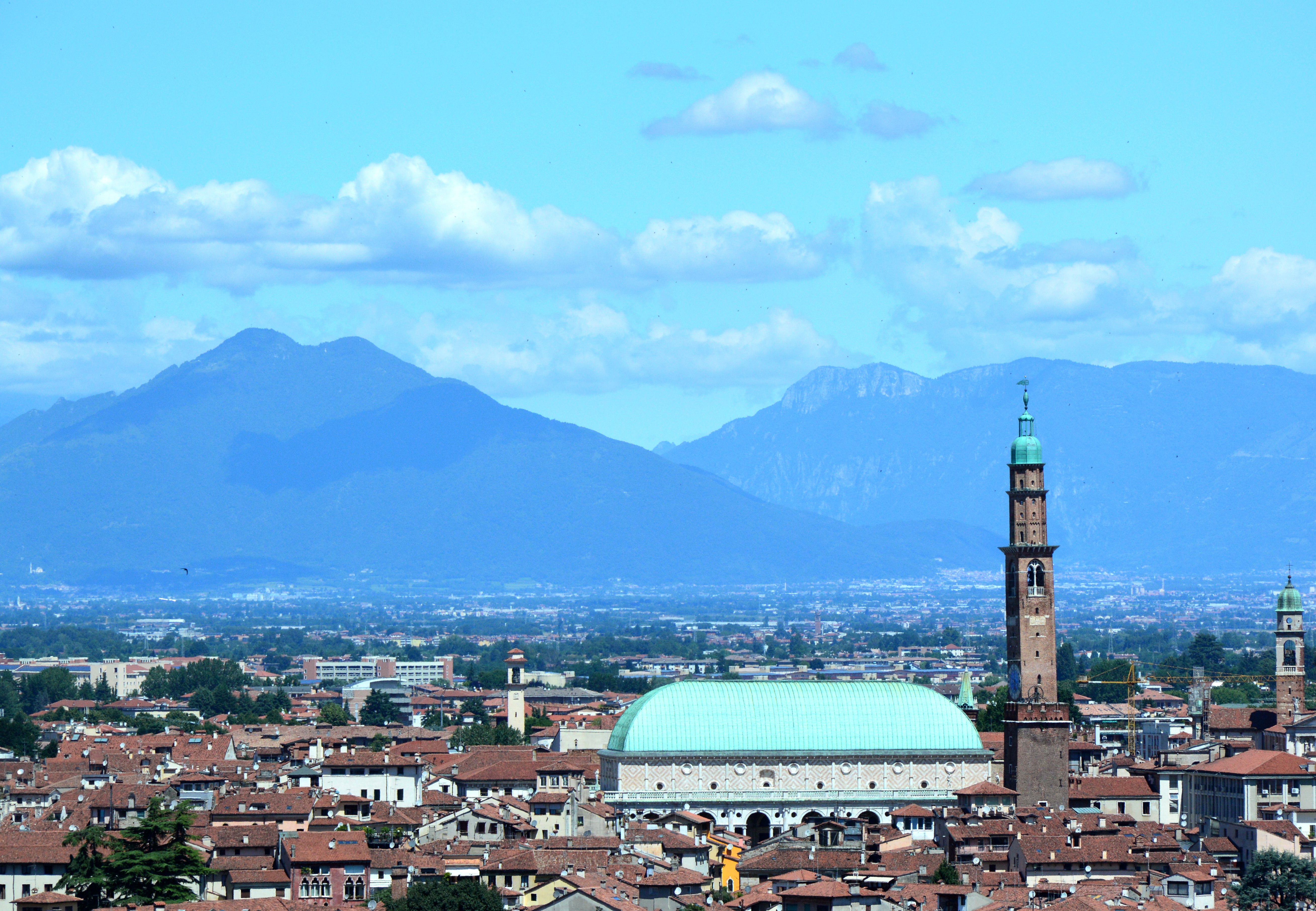
Панорама Виченцы с Базиликой и башней Биссари
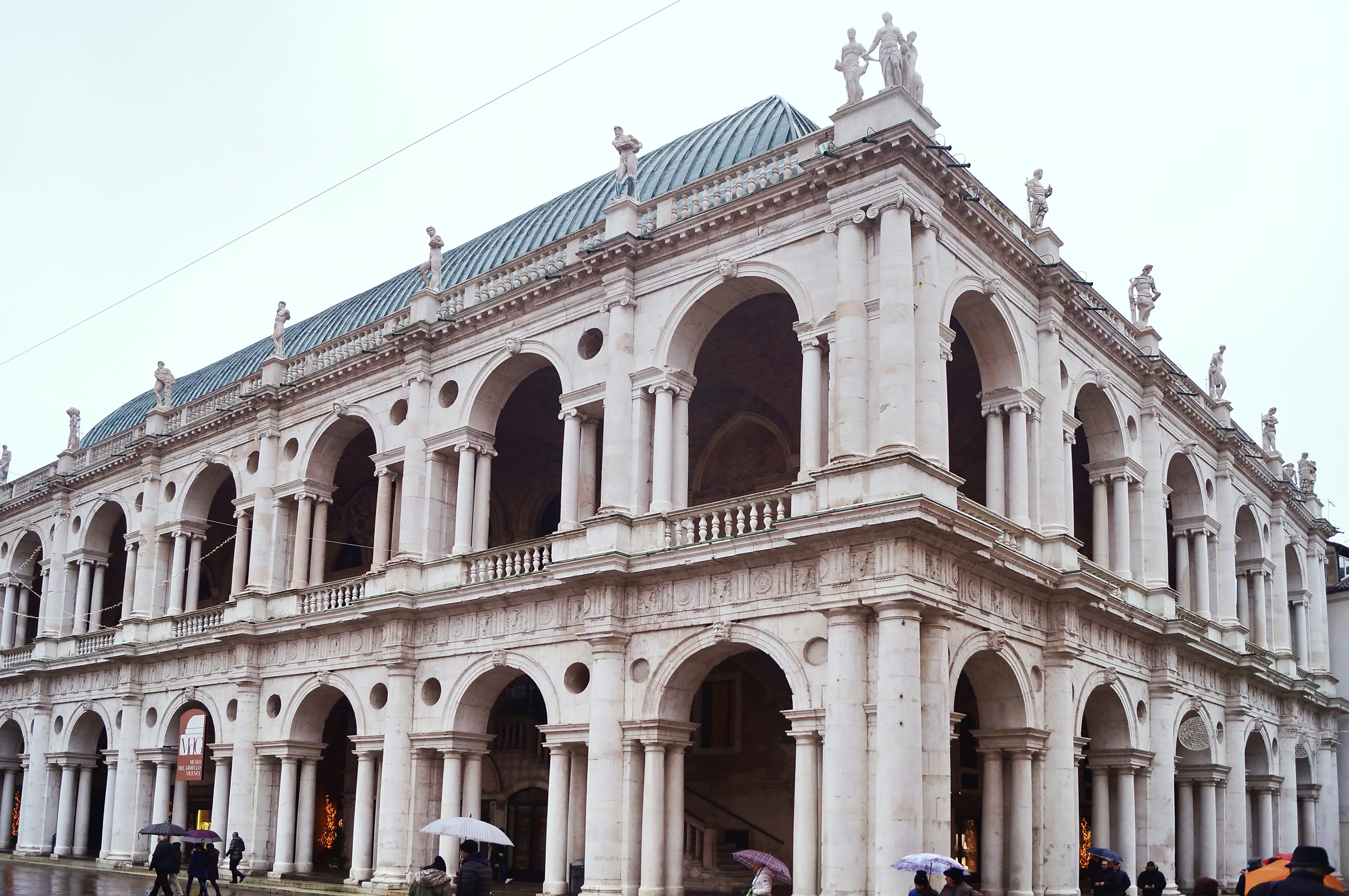
Базилика в Виченце. Вид с угла
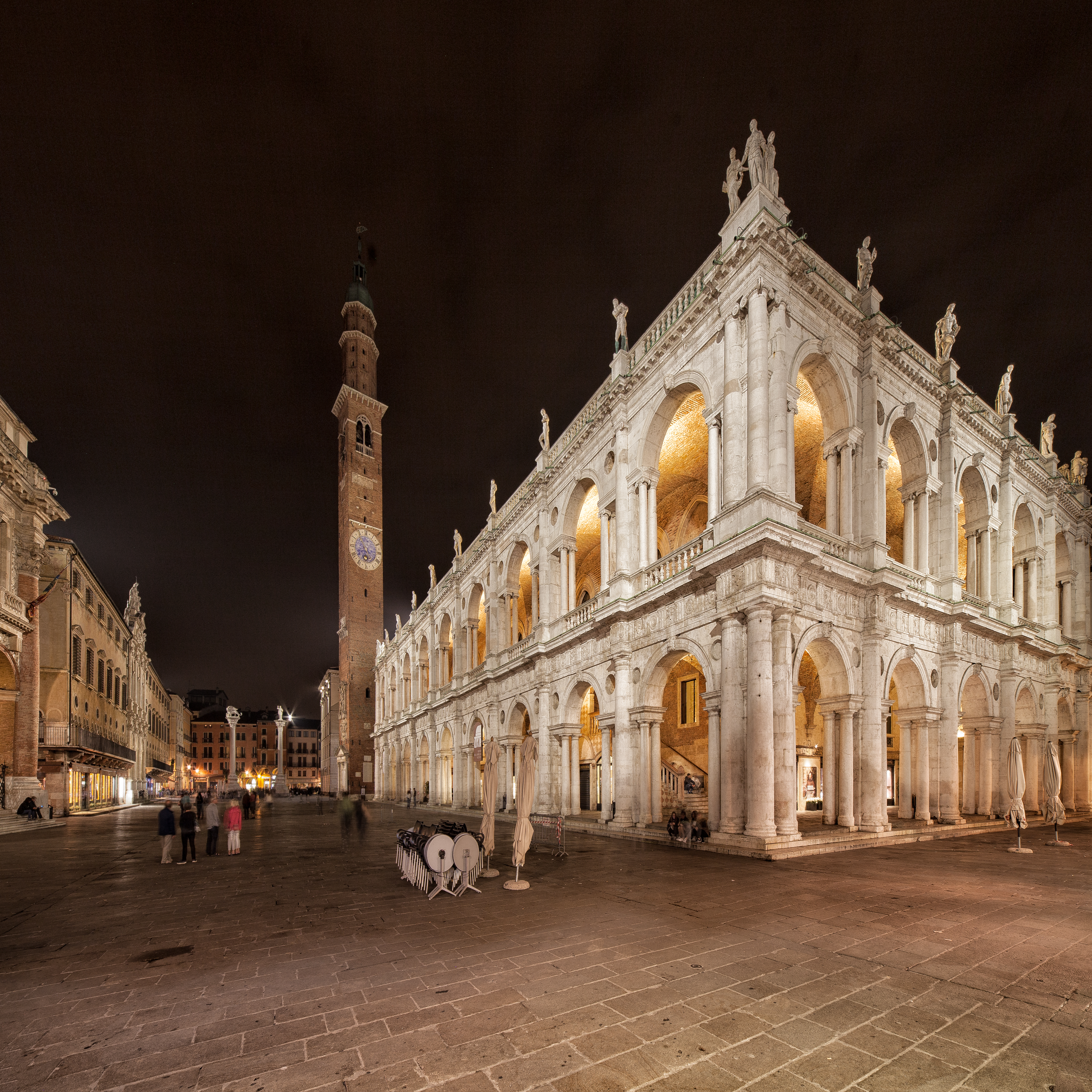
При ночном освещении
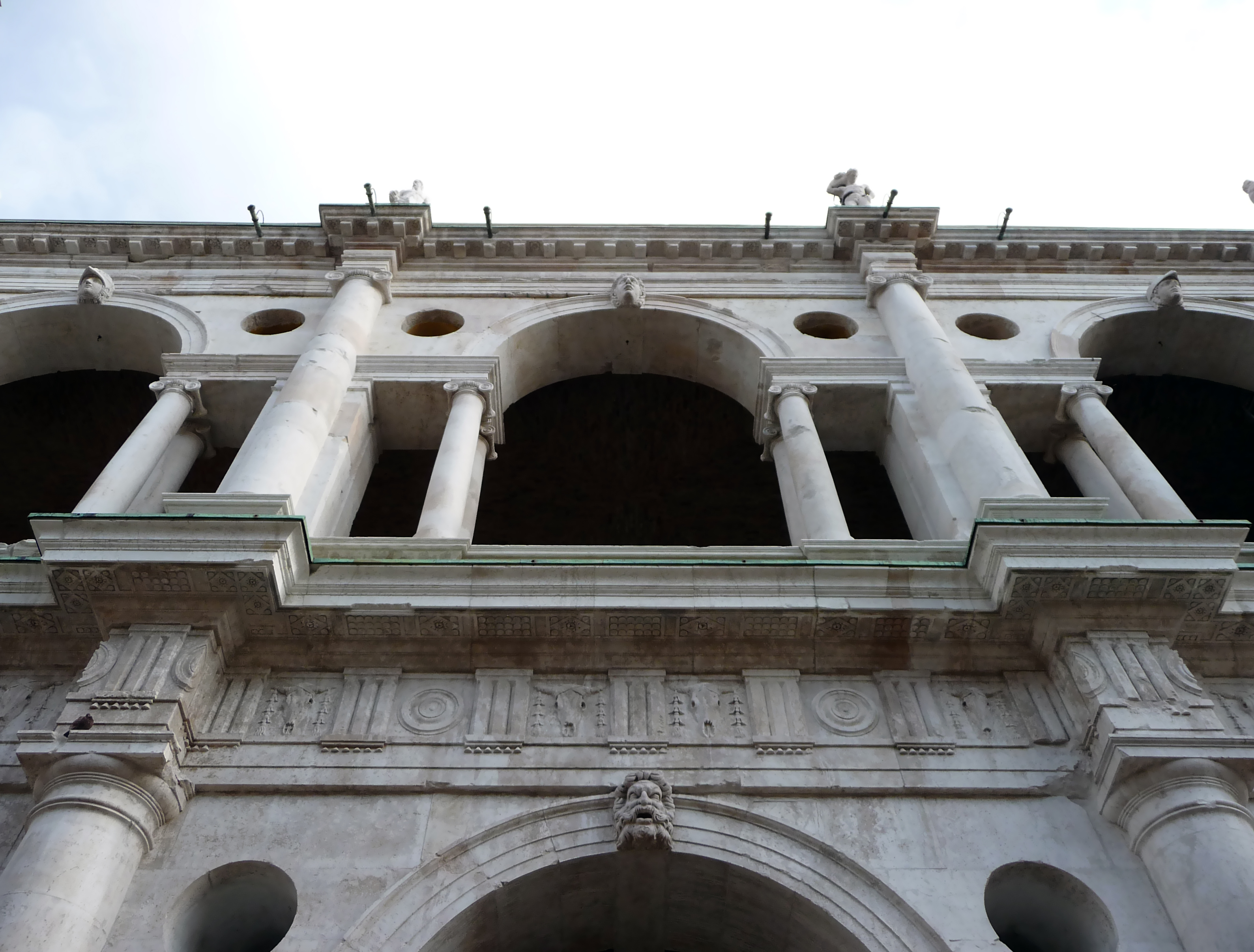
Ракурс фасада
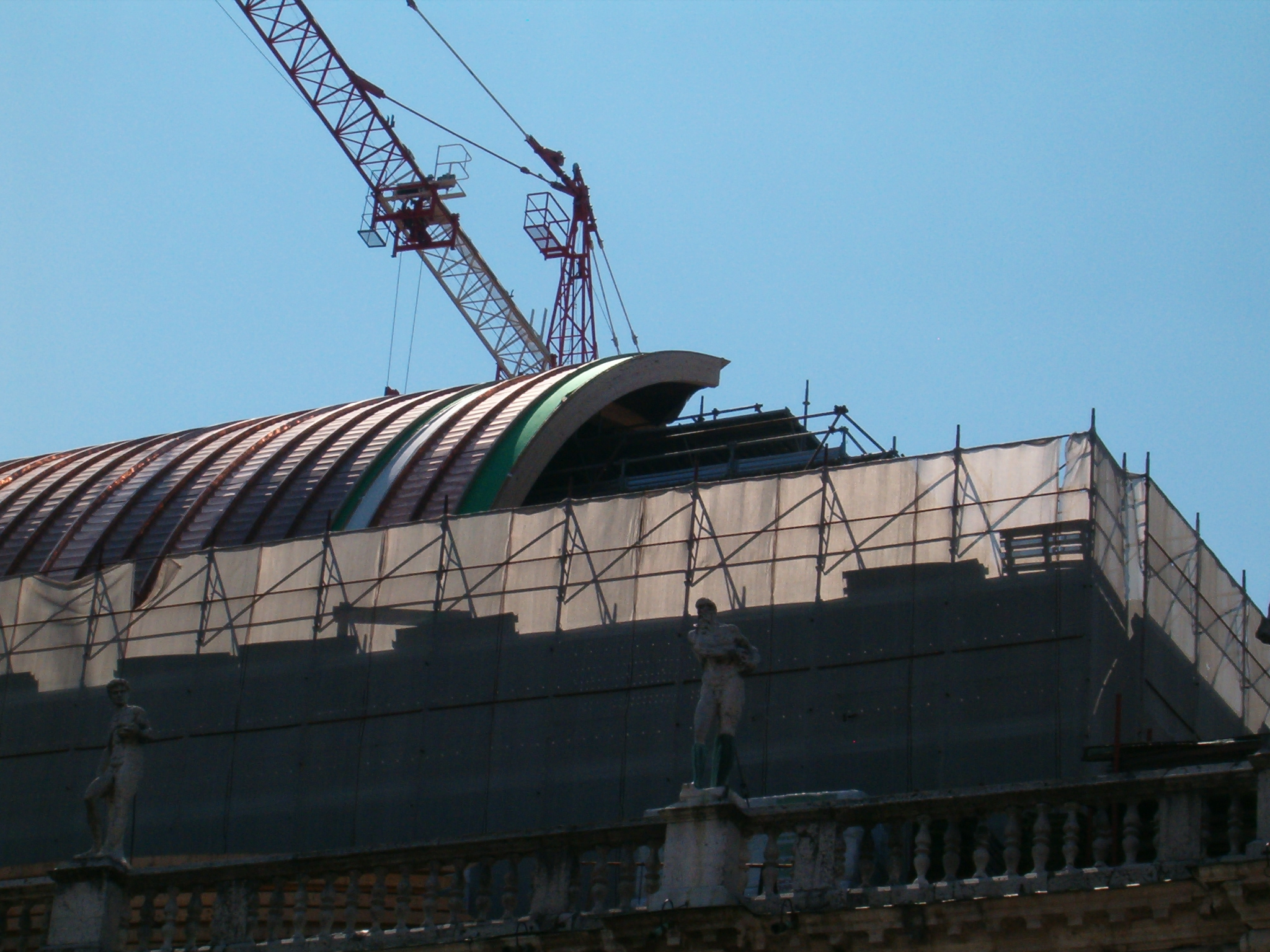
Капитальный ремонт кровли
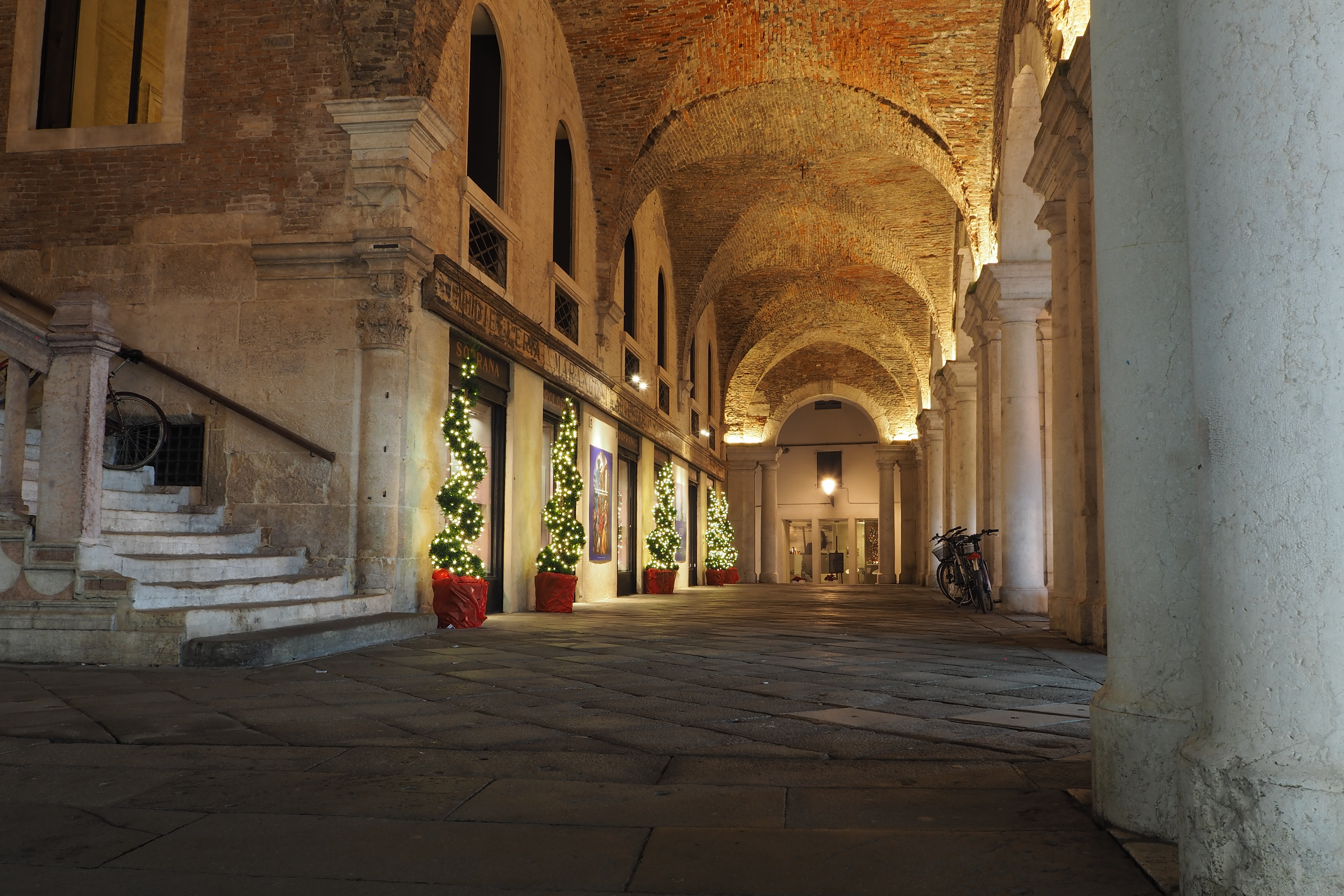
Внутренний вид галереи
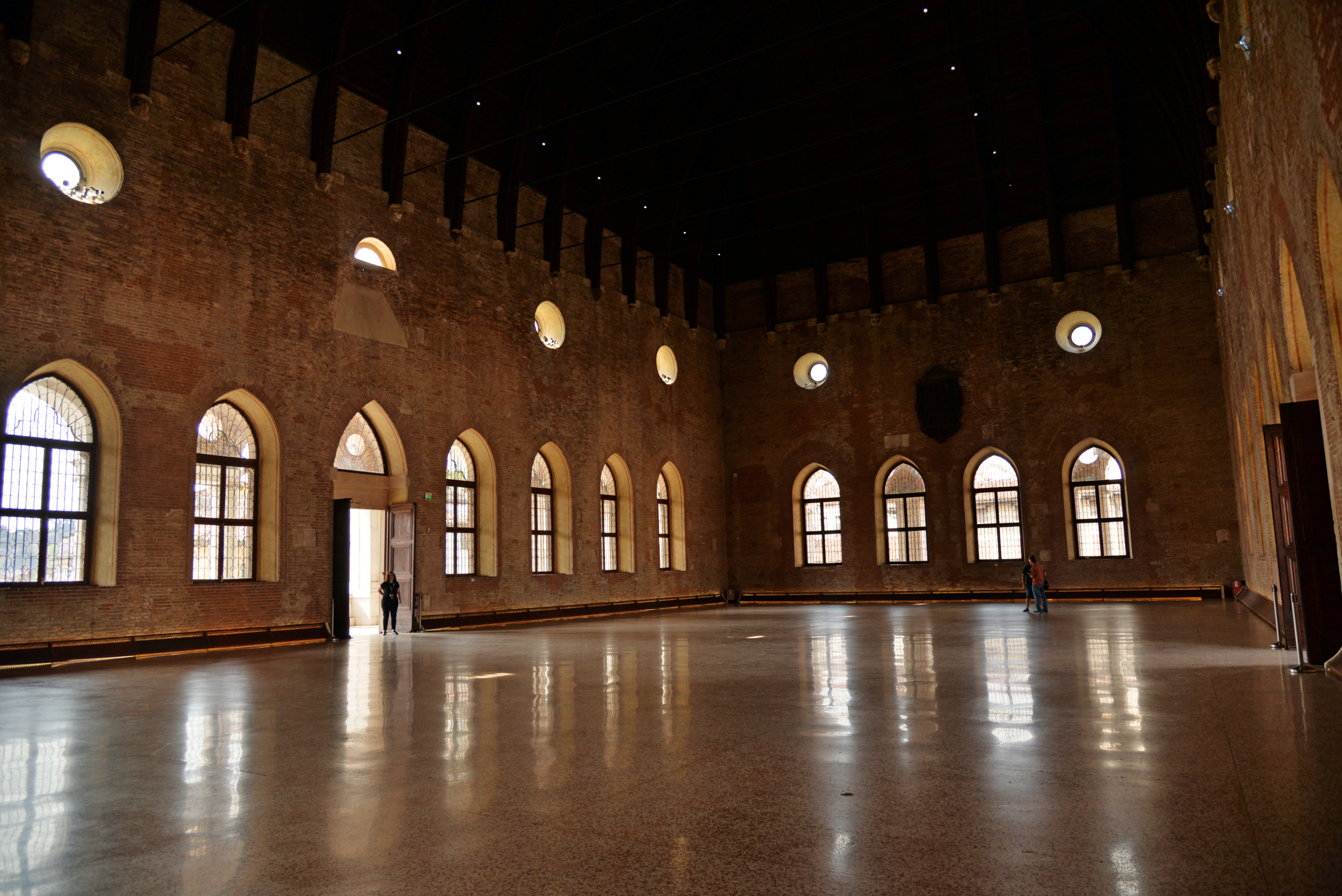
Зал Совета второго этажа
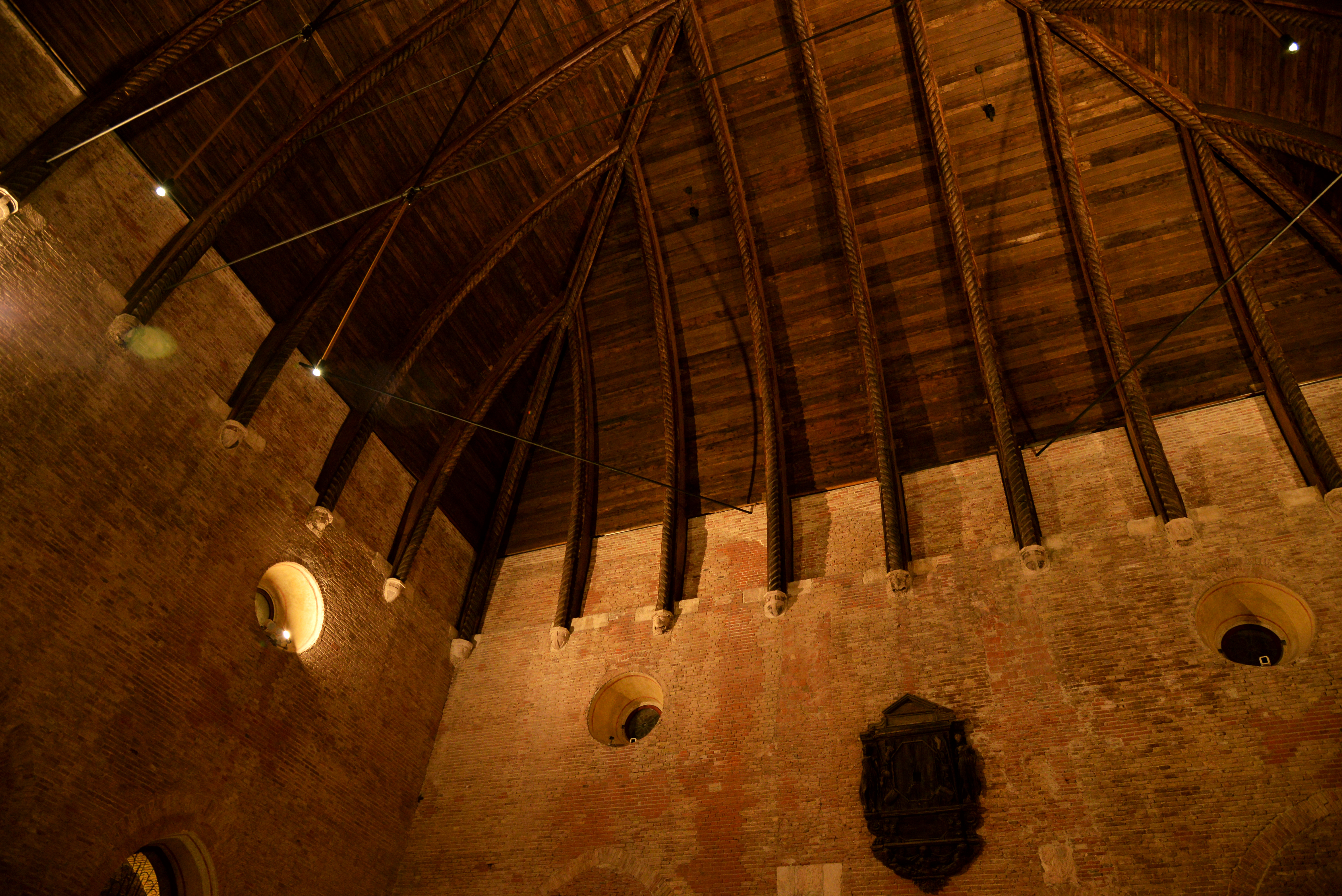
Конструкции перекрытия